# SONET
SONET of Synchronous optical networking is de Amerikaanse tegenhanger van de in Europa algemeen gebruikte telecommunicatiestandaard synchrone digitale hiërarchie of SDH van ITU-T.
Waar SDH gestandaardiseerd is via de ITU-T, zijn de SONET-standaarden vastgelegd door de American National Standards Institute (ANSI) en Telecordia volgens standaard GR253

## Data-rates

een STM-1 container

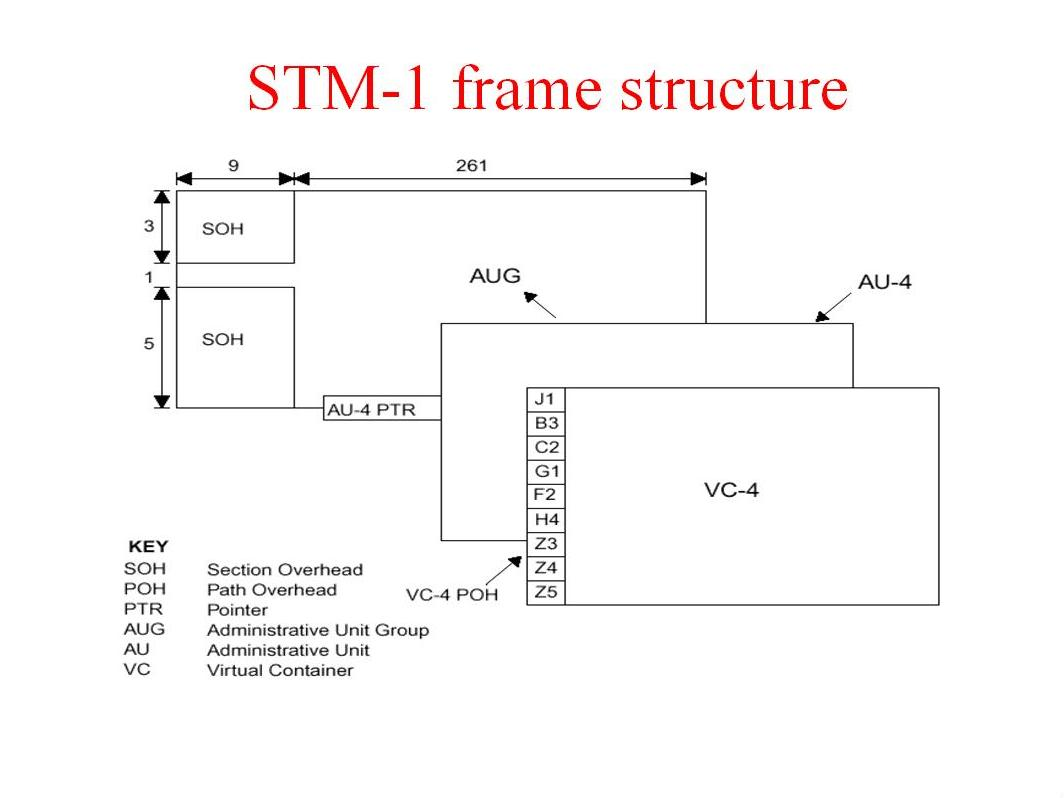
structuur van een STM-1 frame

De SONET-standaard komt op zeer veel fronten overeen met de SDH-standaarden. De data-rates voor SONET en SDH zijn:
| SONET Optical Carrier Level | SONET-frameformaat | SDH-level en -frameformaat | Payload-bandbreedte (kbps) | Lijnsnelheid (kbps) |
| --------------------------- | ------------------ | -------------------------- | -------------------------- | ------------------- |
| OC-1                        | STS-1              | STM-0                      | 50.112                     | 51.840              |
| OC-3                        | STS-3              | STM-1                      | 150.336                    | 155.520             |
| OC-12                       | STS-12             | STM-4                      | 601.344                    | 622.080             |
| OC-24                       | STS-24             | –                          | 1.202.688                  | 1.244.160           |
| OC-48                       | STS-48             | STM-16                     | 2.405.376                  | 2.488.320           |
| OC-192                      | STS-192            | STM-64                     | 9.621.504                  | 9.953.280           |
| OC-768                      | STS-768            | STM-256                    | 38.486.016                 | 39.813.120          |
| OC-3072                     | STS-3072           | STM-1024                   | 153.944.064                | 159.252.480         |

De waarden in de tabel hierboven zijn in kbps en betreffen de bandbreedte van de nuttige payload of vracht.

## Onderdelen SONET- of SDH-netwerk
Een SONET-netwerk bestaat uit verschillende typen nodes, onderling verbonden via glasvezelkabels. De belangrijkste soorten nodes zijn (met afkorting en volledige naam)

### ADM: Add-Drop-Multiplexer
Via een Add-Drop-Multiplexer-node kunnen digitale signalen gekoppeld en ontkoppeld worden in het netwerk. Stel een SONET-ring voor met een totale bandbreedte tussen de nodes cq. in de ring van STS-192 of STM-64 (10 Gbps) en iemand wil op deze ADM node een 155Mbps-signaal koppelen (met bijvoorbeeld OC-3 ATM of STM-1 Packet over SONET/SDH), dan zorgt de ADM hiervoor. Een ADM wordt zodanig geconfigureerd dat een deel van de bandbreedte ongewijzigd doorgevoerd wordt en dat een ander deel van de totale bandbreedte uit elkaar wordt gehaald dan wel samengevoegd. In het kort kan gesteld worden dat men via een ADM signalen kan invoegen (add) en ontkoppelen (drop).
Een ADM is overigens ook direct een regenerator: de ontvangen optische signalen worden omgezet in een digitaal (elektrisch) signaal en dit wordt weer gebruikt om een optisch signaal te maken.

### Regeneratoren
In de beginjaren van SONET werden digitale regeneratoren gebruikt: als de afstand tussen nodes te groot werd moest het signaal geregenereerd worden. Hiertoe wordt het optische signaal omgezet in een digitale code en deze wordt dan weer omgezet naar een nieuw, sterk, optisch signaal. In een regenerator gebeurt niets met de diverse samengevoegde signalen: er worden geen verbindingen ingevoegd of ontgekoppeld zoals bij een ADM. Omdat een ADM tevens dienstdoet als regenerator worden deze laatste alleen ingezet op locaties waar geen lokale behoefte is aan digitale verbindingen. In een onderwaterverbinding zullen in zee regeneratoren worden ingezet.
Sinds de jaren 1990 is het echter mogelijk om het optische signaal zelf te versterken. Hiervoor werden initieel doped fibre amplifiers of DFA's gebruikt en meer recent Erbium Doped Fibre Amplifiers (EDFA). Het is dus niet meer nodig om het signaal uit te pakken en opnieuw in te pakken, maar de lichtsterkte van het signaal wordt eigenlijk gewoon weer feller gemaakt.

### EDFA: Erbium Doped Fibre Amplifier
Ter vervanging van de regeneratoren is het sinds het einde van de twintigste eeuw mogelijk om het lichtsignaal zelf te versterken. Een EDFA is een veel eenvoudigere en compactere manier om een optisch signaal te versterken. Een EDFA doet echter helemaal niets met het signaal en houdt ook geen rekening met zaken als timing of synchronisatie. Een EDFA kan ook gebruikt worden om een analoog optisch signaal te versterken.

### DCS of DXC: Digital Cross Connects
Met een DCS kunnen langzamere subrates van SDH-frames digitaal gekoppeld worden, dan wel worden ingevoegd of uitgehaald. Via een DCS kunnen bijvoorbeeld meerdere 2Mbps- (E.1 in Europa) of 1,55Mbps- (T.1 in USA), verbindingen (zoals gebruikt voor telefonie-verbindingen zoals ISDN-PRI) worden samengevoegd in een E.3 of T.3 (34 Mb) en drie E.3-verbindingen passen dan weer in een STM-1-SONET/SDH-frame. Via een ADM kan bijvoorbeeld een enkele STM-1 worden ontkoppeld en die voedt dan de DCS om daar dan weer E.3-, E.1- of nx-64kbps-verbindingen uit te halen.
Een DCS is niet direct onderdeel van een SONET-netwerk maar wordt vaak in de marge van het netwerk gebruikt om de digitale (vaste) verbindingen van de gebruikers te koppelen. Deze gebruikers kunnen dus ook koppelingen zijn tussen telecomproviders onderling: als een mobiele operator zijn spraaksignalen wil uitwisselen met een vastenetoperator worden hiervoor de E.-verbindingen gebruikt of hogere snelheden als E.3 of direct STM-1. Deze vorm van koppeling heet interconnectie, en er bestaan diverse vormen daarvan zoals lokale interconnectie.

## Netwerkstructuur
Een SONET- of SDH-netwerk is meestal logisch gezien geconfigureerd als een ring waarbij 2 x 2 glasvezeladers worden gebruikt. Dit basisprincipe is terug te vinden in de naam van het commerciële product Cityring van KPN Telecom. Cityring is een SDH-netwerk waarbij een ADM node bij de klant staat opgesteld.
Twee aders (een voor zenden en een voor ontvangen) zijn actief en de ring in de andere richting is passief. Als er een kabelbreuk zou zijn, gaan alle signalen in de andere richting rond. In de praktijk hoeft er niet echt sprake te zijn van een ring: het kan ook een string zijn, maar normaliter is het een ring.
In dit concept wordt de helft van de glasvezels niet actief gebruikt en zijn er alleen om storingen op te vangen, maar bij eventuele kabelbreuk (of defecte node) is er geen uitval van verbindingen, behalve dan in geval van een volledige uitval van een ADM-nodestoring: de signalen die aldaar worden in of ontkoppeld werken niet meer. Maar bij alleen een laser-storing op de glasvezels is er geen uitval.
Er zijn echter varianten mogelijk waarbij de signalen in beide richtingen door de ring lopen, en slecht een deel van de STM-n-verbindingen redundant geconfigureerd zijn. Andere signalen, waarbij uitval gedurende een storing voor lief wordt genomen, worden slechts in een richting van de ring geconfigureerd en hetzelfde tijdslot kan dan in de andere richting gebruikt worden voor een andere, niet beschermde verbinding. Omdat hierbij twee keer zoveel verbindingen gerealiseerd kunnen worden op hetzelfde netwerk kunnen deze verbindingen goedkoper worden aangeboden. Als de digitale verbindingen op een andere manier al redundant zijn uitgevoerd en/of als de betreffende capaciteit tijdelijk gemist kan worden kan dit een economisch aantrekkelijke oplossing zijn.

## Gebruik
Van oorsprong is SONET/SDH opgezet als opvolger voor PDH, en werd vooral door aanbieder van telefoonnetwerken gebruikt om de eigen telefooncentrales te koppelen en om de digitale huurlijnen op lange afstand te realiseren.
Via DCS-nodes werden vaste verbindingen/huurlijnen van nx64 kbps samengevoegd tot E.1-verbindingen van 2 Mbps (of in Amerika nx56 kbps samengevoegd tot 1,55 Mbps T.1), meerdere E.1/T.1-verbindingen (zowel 2Mbps-huurlijnen alsook ISDN-30-verbindingen om openbare- en bedrijfstelefooncentrales onderling te koppelen) werden samengevoegd in E.3/T.3-signalen, en drie van die signalen vormden dan samen een STM-1-container.
Bij de opkomst van datacommunicatie op grote schaal, vooral door de doorbraak van internet, ontstond snel een groeiende behoefte aan breedbandige langeafstandsverbindingen waarbij vaste verbindingen van 2 Mb of 34 Mb niet meer toereikend waren.
Dit viel samen met de opkomst van ATM, en de datarates van ATM en SONET/SDH waren op elkaar afgestemd. Een ATM-OC-3-verbinding heeft dezelfde datarate als een STM-1-verbinding (155 Mbps) en een OC-3-verbinding kan ook via een SDH-netwerk getransporteerd worden. Het is zowel mogelijk om ATM-nodes onderling direct met glasvezel te koppelen, maar het is efficiënter om deze vezels te gebruiken voor veel snellere SDH-verbindingen en de OC-3- signalen (en later die van snellere verbindingen) via het SDH-netwerk te transporteren.
Toen de vraag naar bandbreedte nog meer toenam zocht men naar een efficiëntere oplossing en werd de tussenlaag ATM helemaal overgeslagen: IP-netwerkapparatuur kreeg snelle optische interfaces waarbij het signaal dat dan uit een dergelijke router komt dezelfde structuur heeft als SDh/SONET-signalen zodat de interface van de router gekoppeld wordt aan de in- en uitgaande interfaces van een Add-Drop Multiplexer: dit is de standaard Packet over SONET/SDH of kortweg POS. Basissnelheden waren van oorsprong 155 Mbps (STM-1) of 622 Mbps (STM-4), maar nu worden ook snelheden van 2,5 Gbps (STM-16) en 10 Gbps (STM-64) toegepast.

## SONET en SDH tegenover PDH
Voor de komst van SONET en SDH waren breedbandige digitale verbindingen gestandaardiseerd via plesiochrone digitale hiërarchie. Qua snelheden wordt wel gezegd dat SDH begint waar PDH ophoudt, maar dit is niet geheel terecht: er zijn zeker overlappingen.
SDH is min of meer ontworpen als opvolger van PDH, maar het komt nog regelmatig voor dat SDH/SONET als backbone-verbinding wordt gebruikt en vervolgens een PDH-verbinding als last mile-verbinding naar de eindgebruiker via een subrate van STM-1 (via een 34Mb-verbinding, al dan niet onderverdeeld in nx2Mb- cq. nx1,55Mb-verbinding)